# Palazzo dell'ex GIL (Campobasso)
Il Palazzo ex GIL è un edificio in stile razionalista di Campobasso. Ristrutturato dalla Regione Molise, è chiamato anche Domus della cultura.

## Storia
Il Palazzo ex GIL fu costruito fra il 1936 e il 1938 su progetto dell'architetto napoletano Domenico Filippone (1903-1970), «un'architettura che ricevette unanime apprezzamento per la chiarezza distributiva e per l'attenzione con cui il progettista aveva risposto all'effettiva consistenza dell'ambiente paesistico e architettonico circostante, evitando risoluzioni auliche e altisonanti».
È stato sede della locale Gioventù italiana del littorio, poi di sindacati, del cinema Odeon, e di una scuola superiore. Nel 1975 la proprietà passò dallo Stato alla Regione Molise, iniziò un periodo di abbandono e degrado finché, nel settembre 1989, venne riconosciuto di interesse storico artistico e sottoposto a vincolo della Soprintendenza. La Regione, intenzionata a demolire la costruzione, si rivolse allora al Ministero per i beni culturali e ambientali ottenendo la revoca del vincolo. I contrasti continuarono e, nonostante il ripristino del vincolo nel 1992, due ali dell'edificio furono demolite.
Nel 2003 iniziarono i primi interventi di messa in sicurezza e nel 2005 cominciò il restauro con la ricostruzione dei volumi mancanti restituendo unitarietà al complesso. 
Già vincolato definitivamente dal 1995 quale bene monumentale, 
il palazzo è stato riaperto nel 2013 e adibito soprattutto ad attività culturali, con l'intento di farlo divenire un centro multimediale e un polo di attrazione per la città.

## Eventi
La struttura ospita rassegne culturali, artistiche e cinematografiche, tra cui spicca l'estiva "Kiss me deadly" dedicata al noir nelle sue varie espressioni. È stato sede per esposizioni dedicate a importanti artisti: Giorgio de Chirico (2015), Pablo Picasso (2017), Steve McCurry (Icons, 2018-19, con la celebre foto della Ragazza afgana), Giovanni Boldini (2021-2022). È inoltre dal 2017, insieme a quella principale del cinema Farnese di Roma e a quella di Cagliari, la tappa più ricorrente del Festival del cinema spagnolo e latinoamericano organizzato da EXIT Media.

## Architettura
L'edificio era originariamente strutturato secondo una pianta a C, tipica dell'architettura del periodo, suddivisa in un corpo anteriore su due piani per gli uffici e due ali laterali a un solo livello, una per il teatro/sala cinematografica ("Odeon") e l'altra per la palestra, con i portici d'angolo decorati da quattro affreschi di grandi dimensioni realizzati da Giuseppe Piccolo (1903-1983). Il palazzo si apriva in tal modo verso la vallata, che fungeva da scenografia naturale all'ampio spazio aperto della "corte" centrale con la sua gradinata.
Il recupero "purista" dell'impianto volumetrico e planimetrico del complesso è scandito da una serie di aperture geometriche che, insieme al ritmo incalzante delle finestre incorniciate sulla facciata principale e alla linearità del tetto piatto della copertura, costituiscono e illustrano gli elementi caratterizzanti della poetica funzionalista di questa architettura razionalista.